# Friedrich Panzinger
Friedrich Panzinger, född den 1 februari 1903 i München, död den 8 augusti 1959 i München, var en tysk SS-Oberführer. Under andra världskriget var han befälhavare för Einsatzgruppe A, en mobil insatsstyrka som opererade i Baltikum och Vitryssland. I augusti 1944 efterträdde han Arthur Nebe som chef för Reichskriminalpolizeiamt (RKPA).
Efter andra världskriget gick Panzinger under jorden men greps 1946 och internerades i Sovjetunionen. Han dömdes 1952 till 25 års straffarbete men släpptes 1955 för att som sovjetisk spion infiltrera Bundesnachrichtendienst (BND). Panzinger avslöjade sitt uppdrag för västtyska myndigheter, som då använde honom som dubbelagent. I augusti 1959 greps Panzinger misstänkt för krigsförbrytelser och valde då att begå självmord.